# Fort Eben-Emael

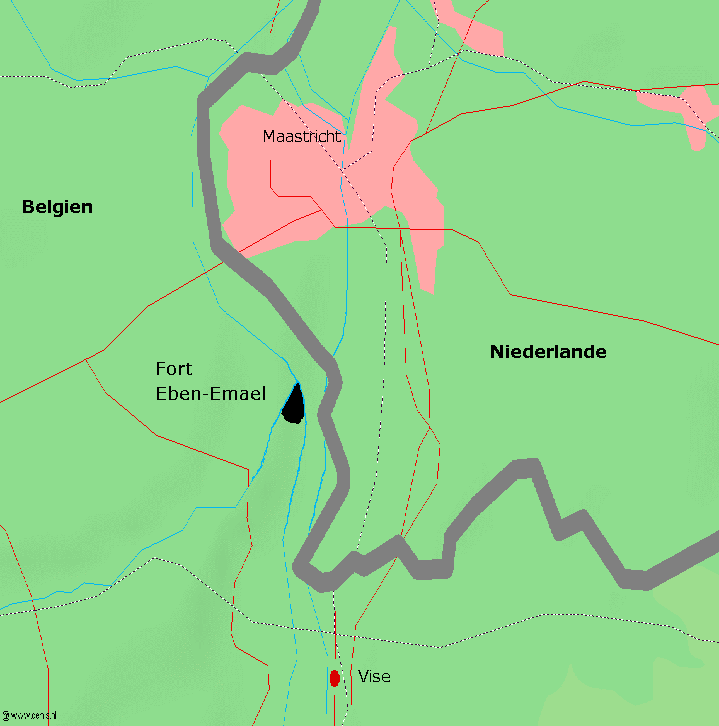
Die Lage des Forts an der niederländisch-belgischen Grenze

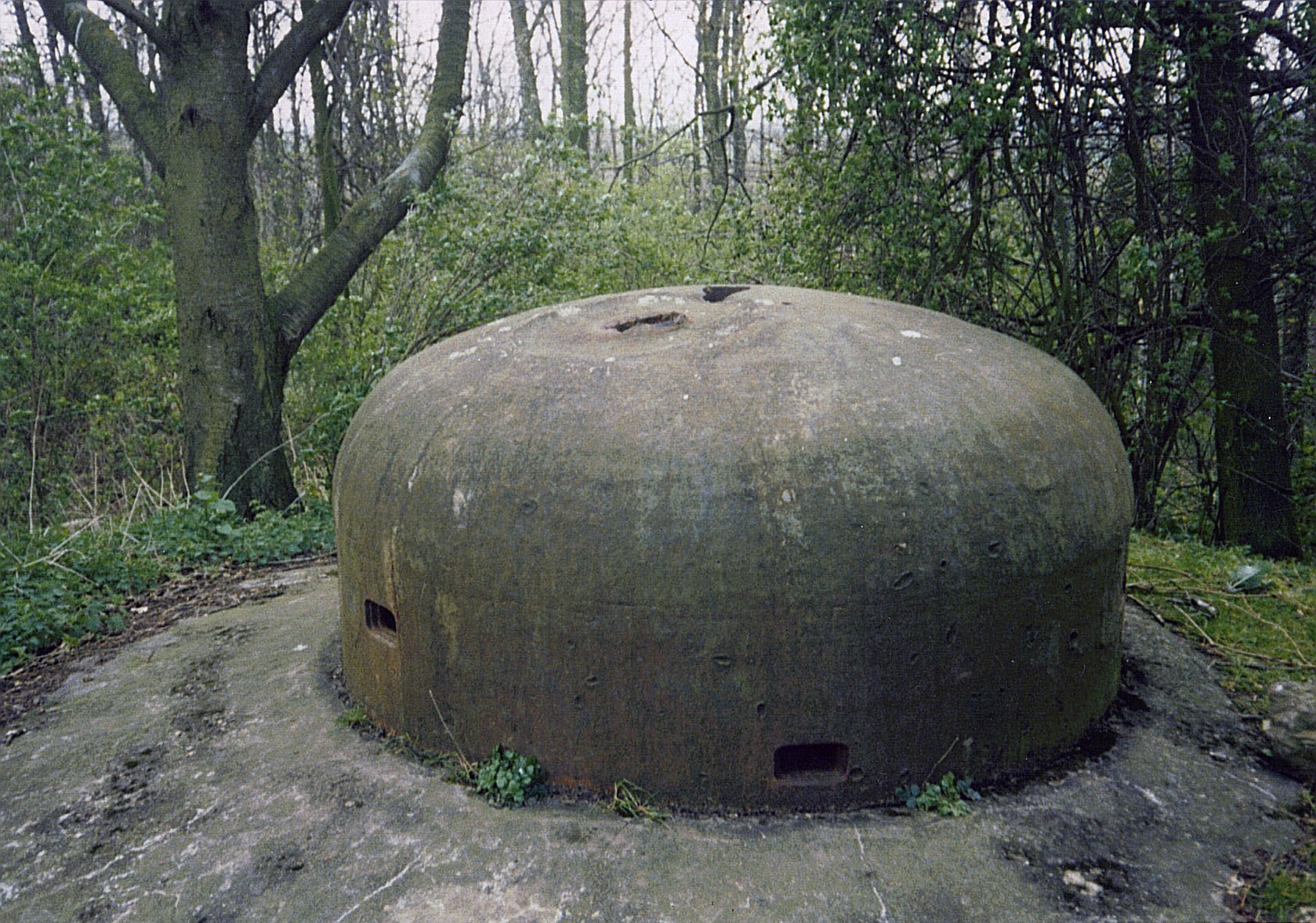
Beobachtungskuppel Eben 3 auf Kasematte Maastricht 2

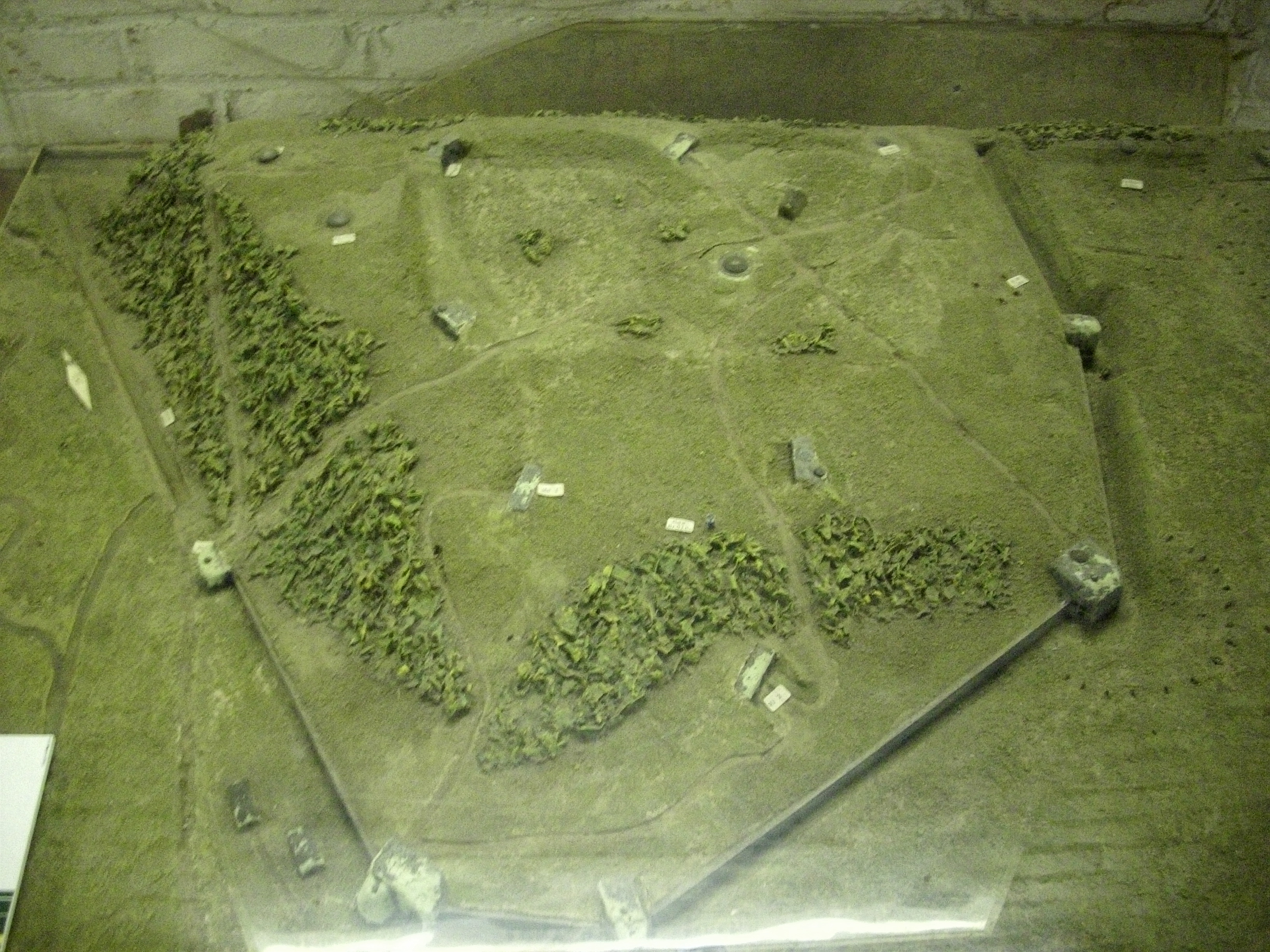
Modell des Forts

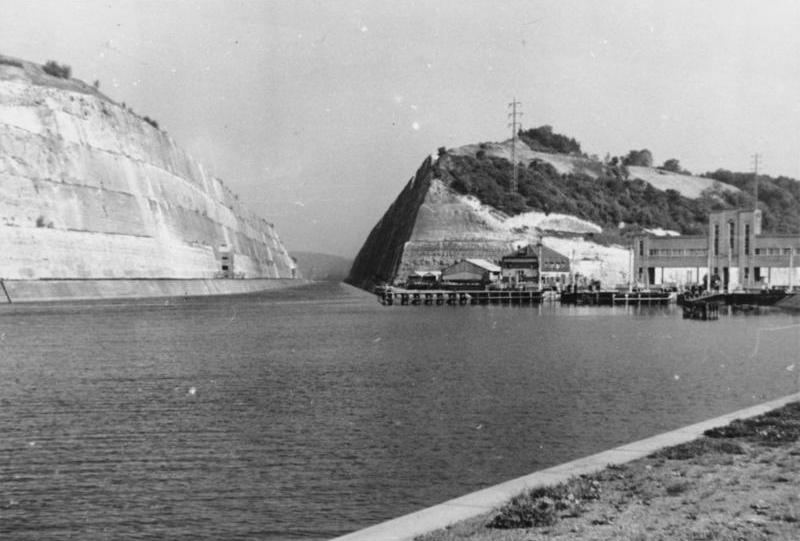
Albert-Kanal bei Maastricht, 1940 (links das Fort mit den beiden Kanalstreichen)

Fort Eben-Emael ist eine belgische Festung aus dem 20. Jahrhundert. Es war die belgische Antwort auf die Erfahrungen des Ersten Weltkriegs, eines Durchstoßens Belgiens durch deutsche Truppen mit dem Ziel Frankreich, und ergänzte so auch die französische Maginot-Linie.

## Geschichte
Das gewaltige Sperrfort wurde in den Jahren 1932 bis 1939 als nördlichste Anlage des Festungsringes Lüttich erbaut. Es wurde nach den nahe gelegenen Orten Ében und Émael, Gemeinde Bassenge (Belgien), benannt.
Das Fort wurde am 10. und 11. Mai 1940 im Zuge des Westfeldzugs von einem deutschen Kommando, gelandet mit Lastenseglern, mittels neuartiger Hohlladungen der deutschen Luftlande-Pioniere erobert. Die Festung wurde eingenommen und ebenso wie die drei Brücken, von denen eine bereits gesprengt war, gegen belgische Gegenangriffe verteidigt, bis die Spitzen der deutschen 18. Armee aus Richtung Aachen eintrafen. Der Kampf war ein entscheidender Sieg für die deutschen Truppen. Die Luftlandetruppen erlitten zwar Verluste; es gelang aber, die Brücken bis zur Ankunft der deutschen Kräfte zu halten. Der Besitz des Forts trug maßgeblich zum Erfolg des Westfeldzugs bei. 
Seit 1999 ist Eben-Emael ein Museum, das besichtigt werden kann. Es finden auch Führungen auf Deutsch statt. Die Außenanlagen sind frei zugänglich. Die Spuren des zeitweise sehr heftigen Kampfes um das Fort sind immer noch unübersehbar; so sind noch alle zerstörten Kanonen und Panzerteile vorhanden.

## Strategische Lage
Das Fort liegt am Albert-Kanal und war damit für die Verteidigung von Ostbelgien ein strategischer Punkt. Seine Hauptaufgabe war es, die Passage über den Albert-Kanal und die Maas unmöglich zu machen. Es schützte ebenfalls die Trouée de Visé (Pforte von Visé), d. h. das Maastal zwischen Visé und Maastricht. Die strategische Aufgabe des Forts war es, einem eventuellen Angreifer aus dem Osten längere Zeit Widerstand entgegenzusetzen, bis der Beistand der Alliierten wirken konnte. Dazu sollte es mit seinen Kanonen die Brücken der drei aus Maastricht nach Belgien hereinführenden Straßen über den Albert-Kanal sichern.
Das Fort befindet sich zehn Kilometer südlich der niederländischen Stadt Maastricht auf dem St.-Pieter-Berg oberhalb des westlichen Ufers der Maas. Unterhalb des Forts zweigt der Albert-Kanal von der Maas in Richtung Antwerpen ab. Der Kanal durchbricht den St.-Pieter-Berg in einem 65 m tiefen Einschnitt und bildet damit einen der Festungsgräben.
In gewisser Weise ähnelt das Fort den gleichzeitig errichteten Anlagen der französischen Maginot-Linie, während es sich in anderen Details davon unterscheidet. Den Grundriss des Forts bildet ein unregelmäßiges Fünfeck mit einer Fläche von 0,75 km²; mit der Form des Grundrisses wurde die Tradition der französischen Festungsbauer des 16. und 17. Jahrhunderts fortgeführt. Etwa 0,45 km² bilden das „Dach“ des Forts. Diese Ausdehnungen machen Eben-Emael zum bis dahin größten gebauten Fort.

## Dimensionen und Bewaffnung

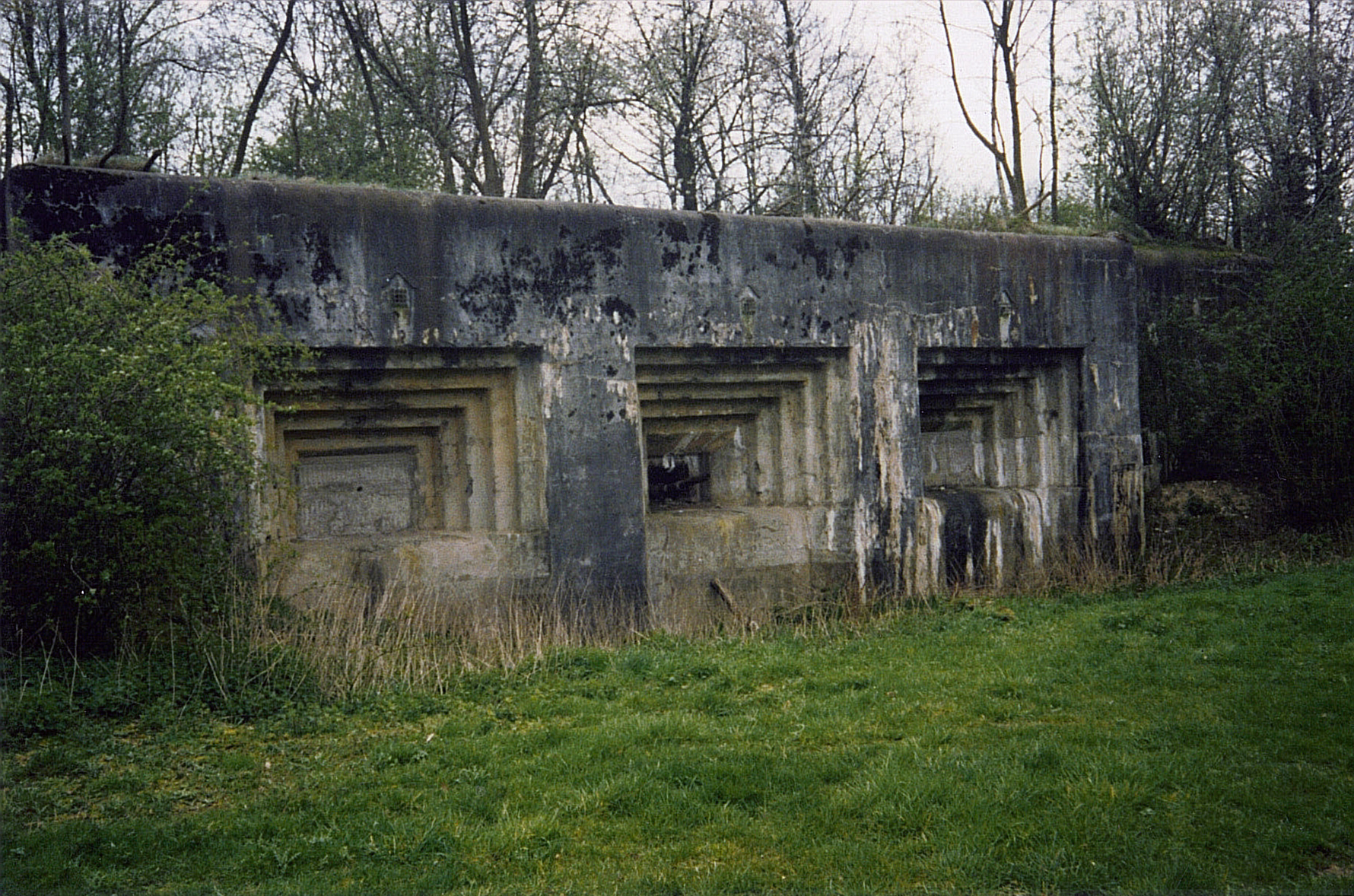
Kasematte Maastricht 2

Mit mehreren Geschütztürmen, Kasematten, mehr als fünf Kilometern unterirdischer Gänge, einer Besatzung von rund 1.200 belgischen Soldaten und einem oberirdischen Dach von fast einem halben Quadratkilometer galt Eben-Emael als die bis dahin größte Einzelfestung der Welt. Das belgische Sperrfort übertraf sogar die zeitgleich entstandenen Bunkerwerke der französischen Maginot-Linie. 

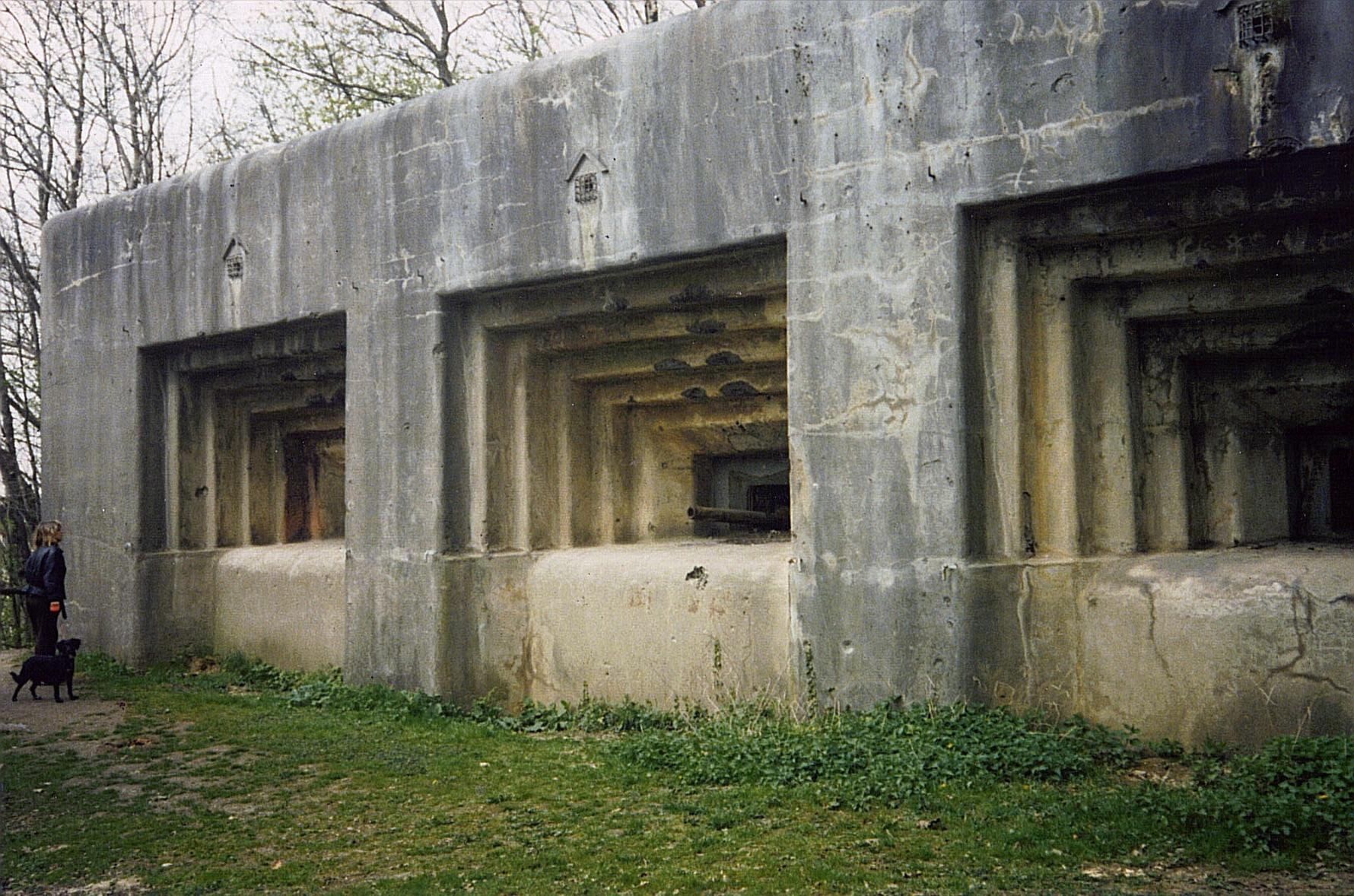
Kasematte Visé 2

### Primärbewaffnung
- Die Kuppel 120 als drehbare Panzerkuppel mit einer Gesamtmasse von 450 t und zwei Kanonen vom Kaliber 120 mm,
- Die beiden Kuppeln Nord und Süd, die bei Nichtgebrauch unter die Oberfläche des Forts versenkt werden konnten. Beide Kuppeln waren drehbar und mit je zwei Kanonen vom Kaliber 75 mm bewaffnet.
- Die zwei nach Norden wirkenden Kasematten Maastricht 1 und 2 sowie die beiden nach Süden wirkenden Kasematten Visé 1 und 2. Alle diese Kasematten waren mit je drei Kanonen vom Kaliber 75 mm bewaffnet.
- Außerdem waren noch drei Scheinkuppeln aus Blech in der Größe von Kuppel 120 aufgestellt. Zwei befanden sich im Nordteil des Festungsplateaus und eine südlich der Kuppel Nord außerhalb des Panzergrabens. Sie sollten das Fort noch stärker bewaffnet wirken lassen, als es war.

### Nahbewaffnung
- Block I als Haupteingang
- Block II
- Block IV
- Block V
- Block VI
- Kanal Nord
- Kanal Süd
- Maschinengewehrbunker Mi-Nord
- Maschinengewehrbunker Mi-Süd
- und dem südlich, außerhalb des Forts liegenden Block 01

Der letztgenannte Block war durch einen unterirdischen Gang mit dem Fort verbunden. Alle diese Blöcke hatten gepanzerte Beobachtungsstände, Scheinwerfer und Kanonen mit Kaliber 60 mm. In drei der Blöcke waren größere Beobachtungsstände für die Gefechtsleitung eingebaut. Dies waren die Spähkuppeln Eben 1 auf Block 01, Eben 2 auf Werk Mi Nord und Eben 3 auf der Kasematte Maastricht 2.

### Passive Bewaffnung

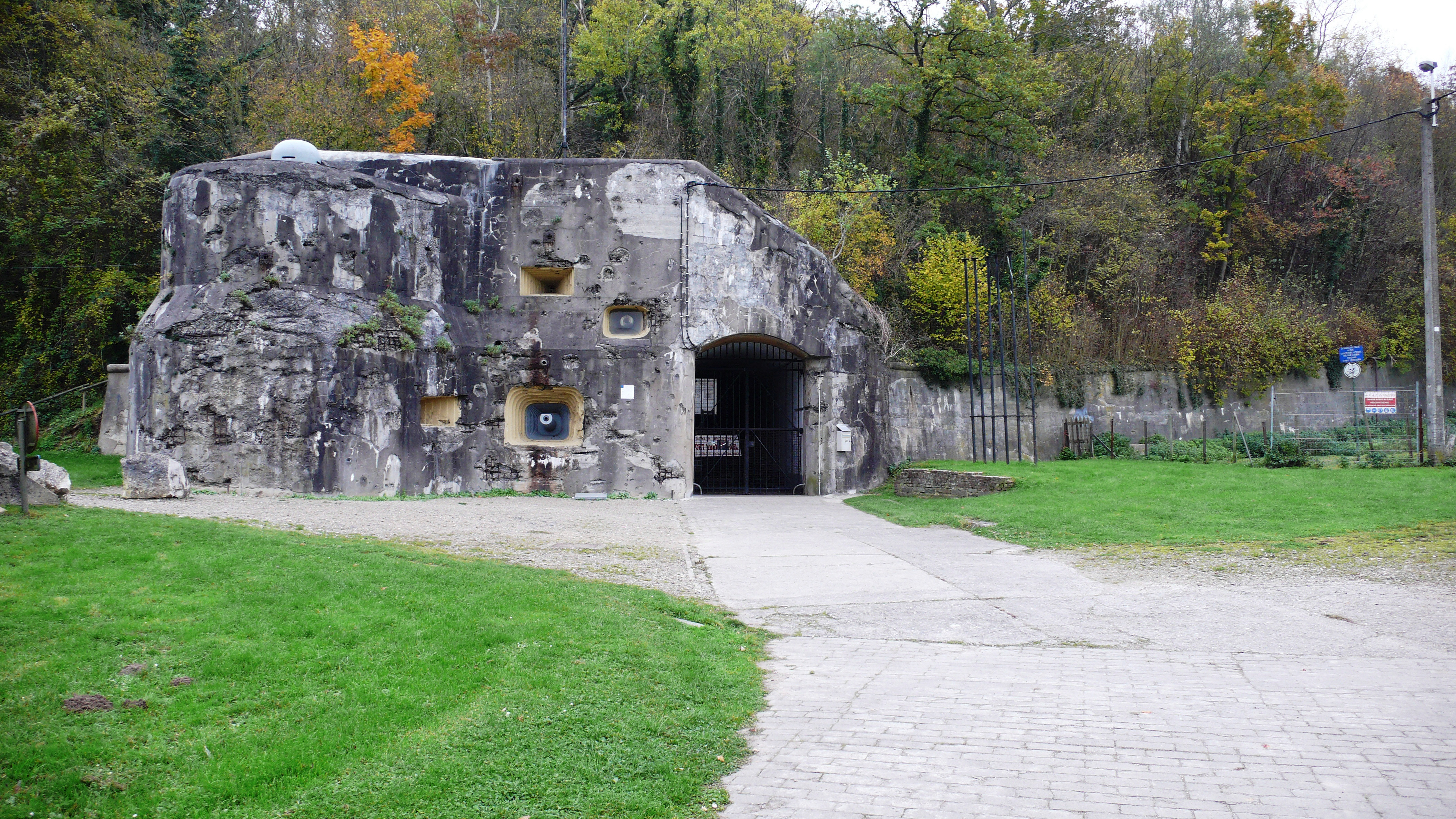
Haupteingang des Forts

Neben dem Einschnitt des Albert-Kanals im Osten gab es weitere (teilweise wassergefüllte) Gräben, Mauern zur Panzerabwehr und weitere Annäherungshindernisse. Die unterirdische Ausdehnung der Gänge innerhalb des Forts betrug über 5,3 km bei einer Tiefe von bis zu 55 m. Die gesamte Luftzufuhr des Forts führte über spezielle Filter, da den Planern die Erfahrungen aus dem Ersten Weltkrieg zum Einsatz von Giftgas noch sehr gegenwärtig waren.
Die Besatzung des Forts bestand aus 1200 Soldaten, von denen die eine Hälfte (500) Dienst im Fort hatte und die andere Hälfte (ebenfalls 500) in den umliegenden Kasernen stationiert war. Die restlichen 200 bestanden aus der permanenten Besatzung des Forts, Ärzten, Krankenschwestern, Köchen usw. Der Dienstwechsel erfolgte alle sieben Tage am Freitag. Nur im Kriegsfalle wären alle 1200 Soldaten gleichzeitig innerhalb der Festung stationiert gewesen.

## Bewertung
Die neue Technik der Hohlladung durch Pioniere zeigte im Jahre 1940 auf, dass jeder Festungsbau überwunden werden kann. Insbesondere Militärs in der Schweiz zeigten sich angesichts des Falls von Eben-Emael bestürzt, weil sie ihre Defensiv-Strategie mit Befestigungsanlagen (→ Schweizer Réduit) gefährdet sahen. Der militärische Nutzen der von Frankreich mit großem Aufwand gebauten Maginot-Linie war damit in Frage gestellt. Im zweiten Teil des Westfeldzuges zeigte sich, dass die Maginot-Linie militärisch fragwürdig war, weil an ihr viele französische Divisionen gebunden waren.

## Bildergalerie

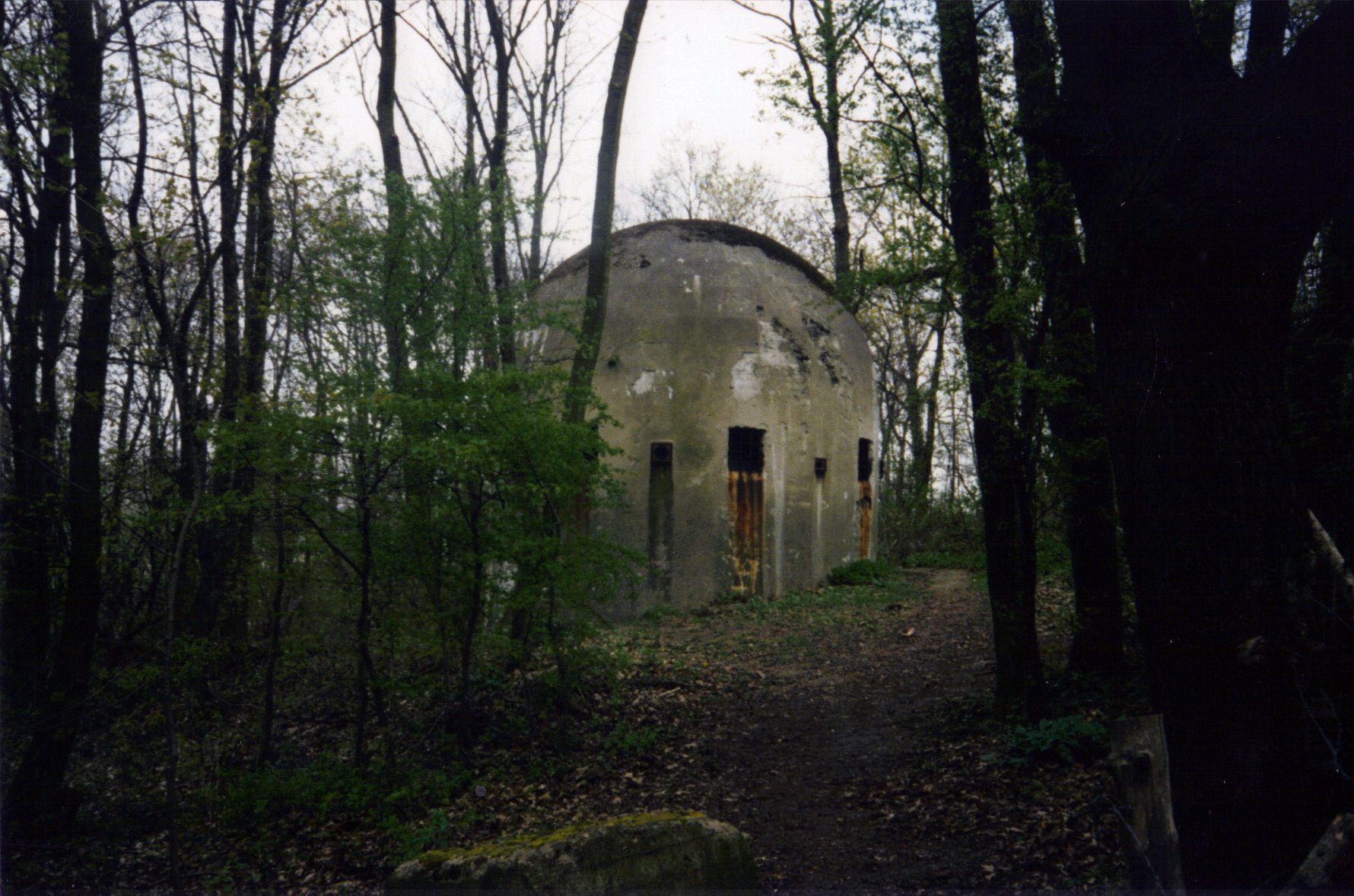
Abluftkamin
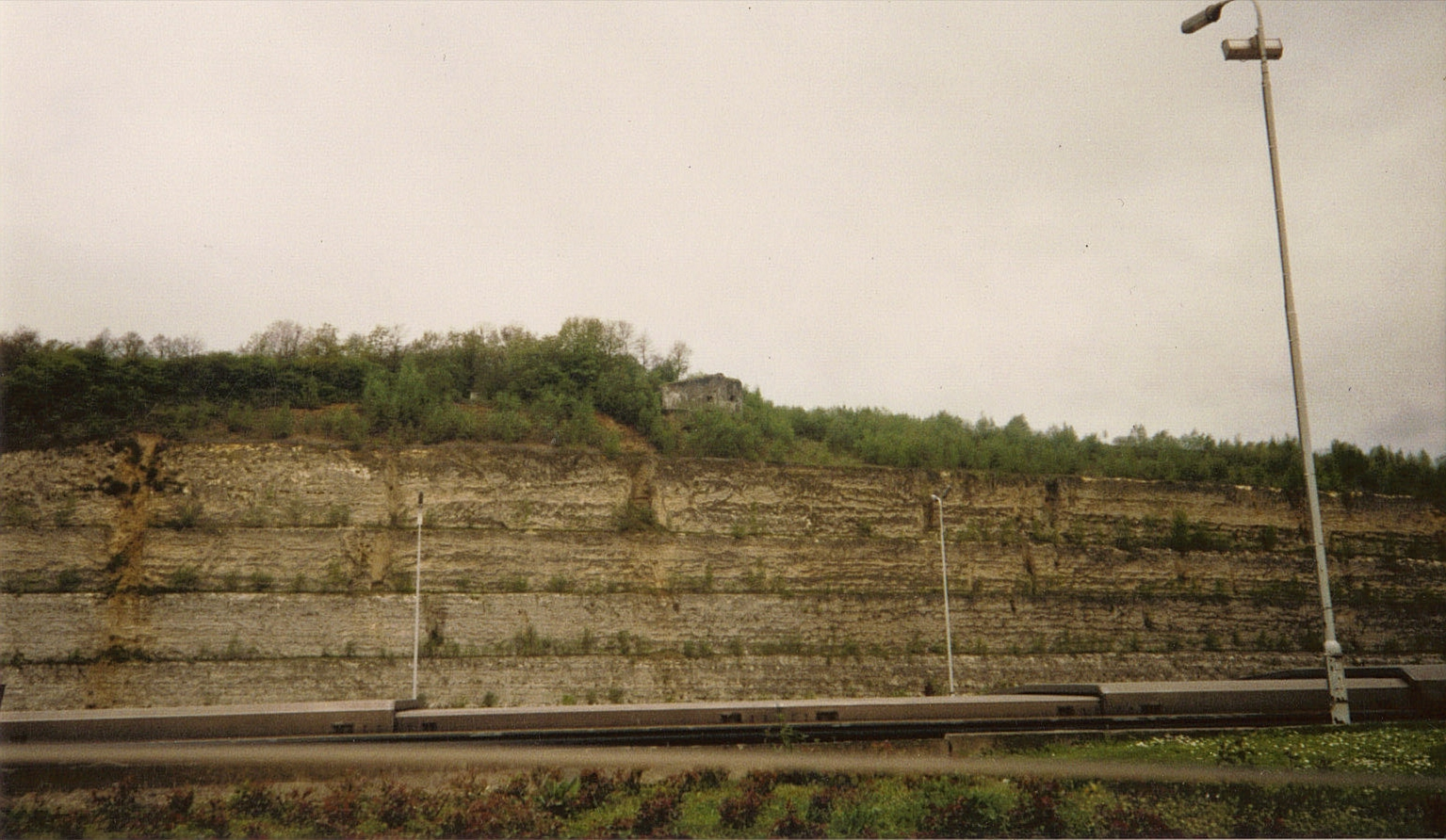
Block 01
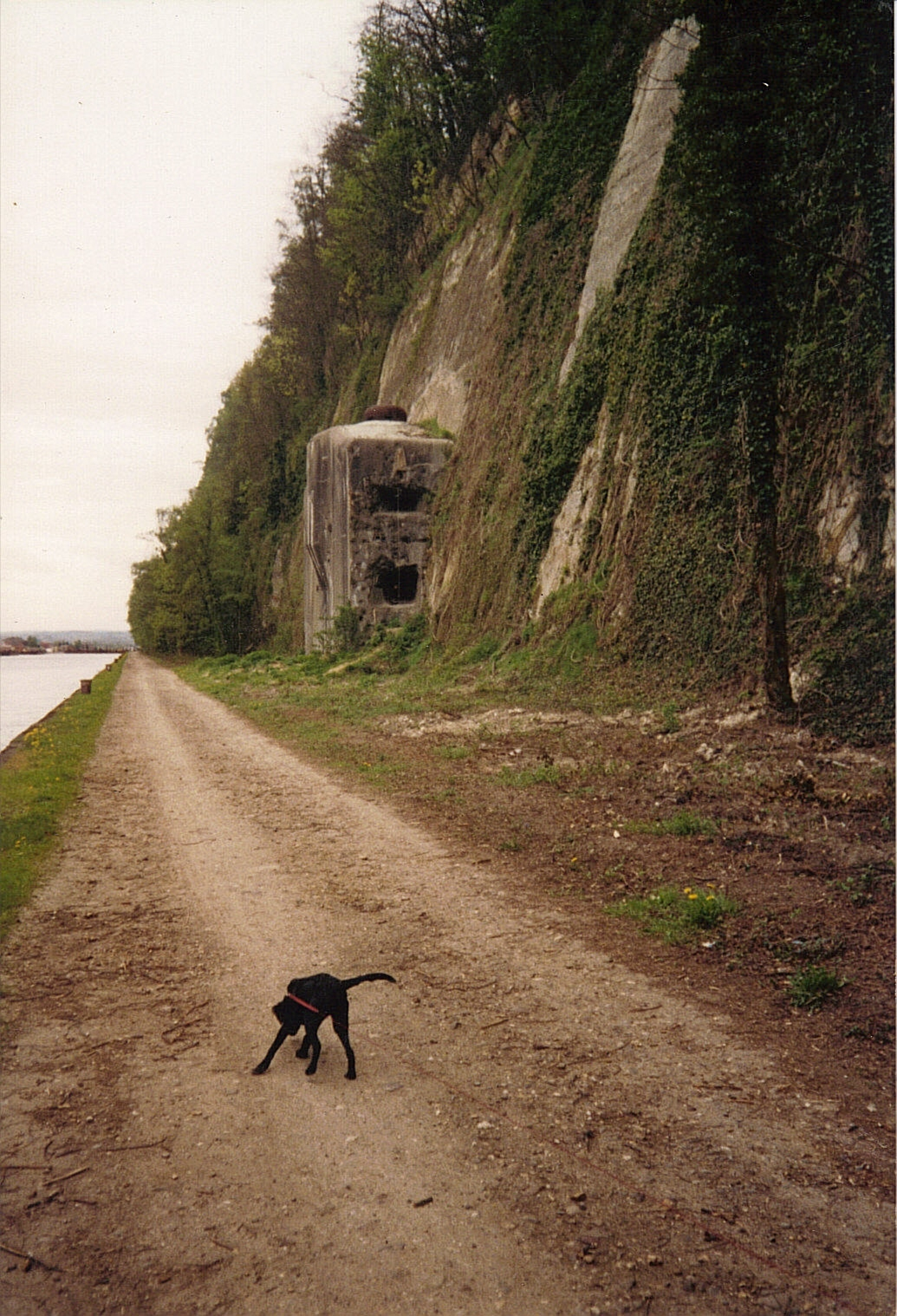
Bunker Kanal Nord von Norden
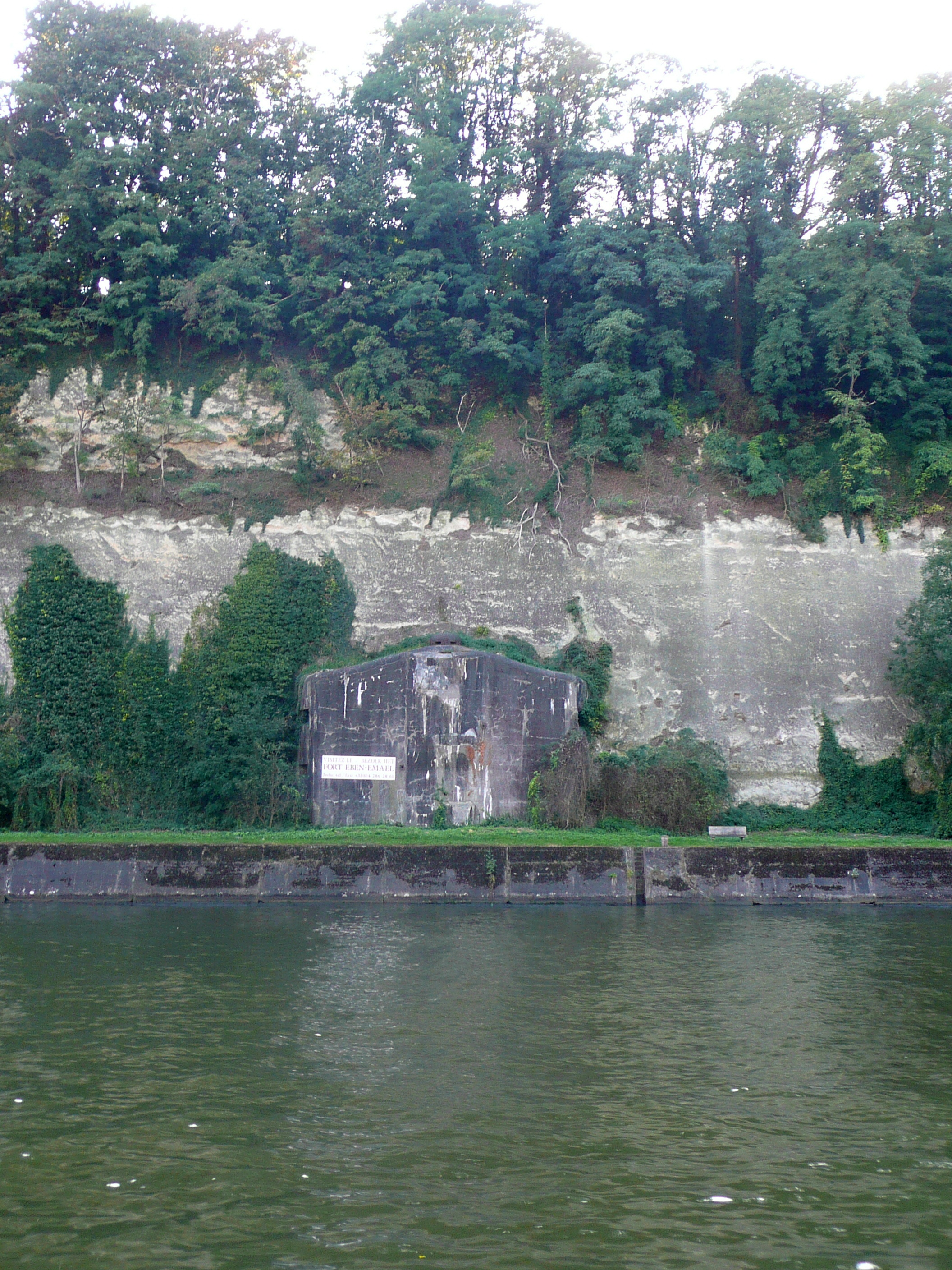
Bunker Kanal Nord von Osten
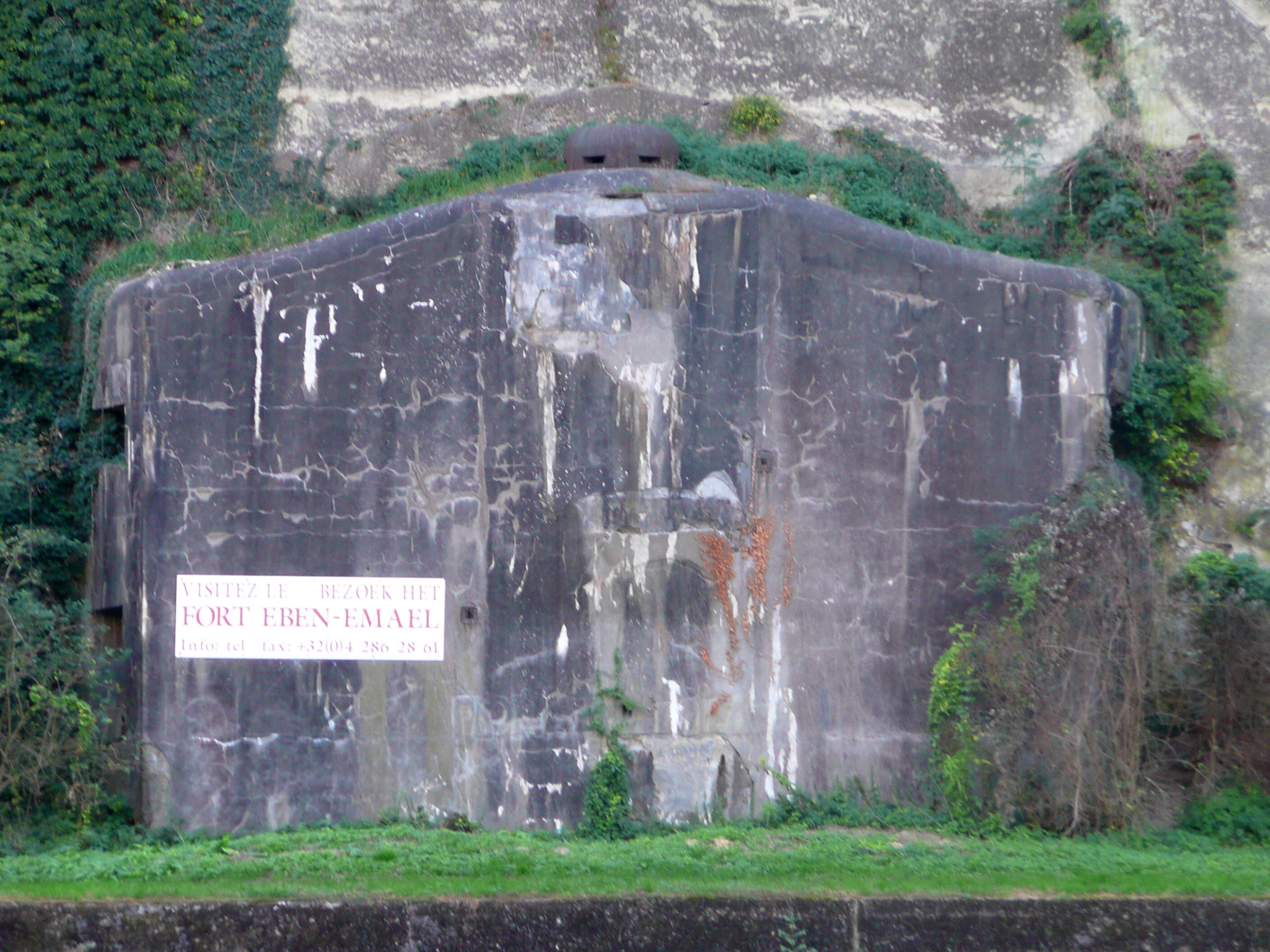
Detailansicht Bunker Kanal Nord von Osten
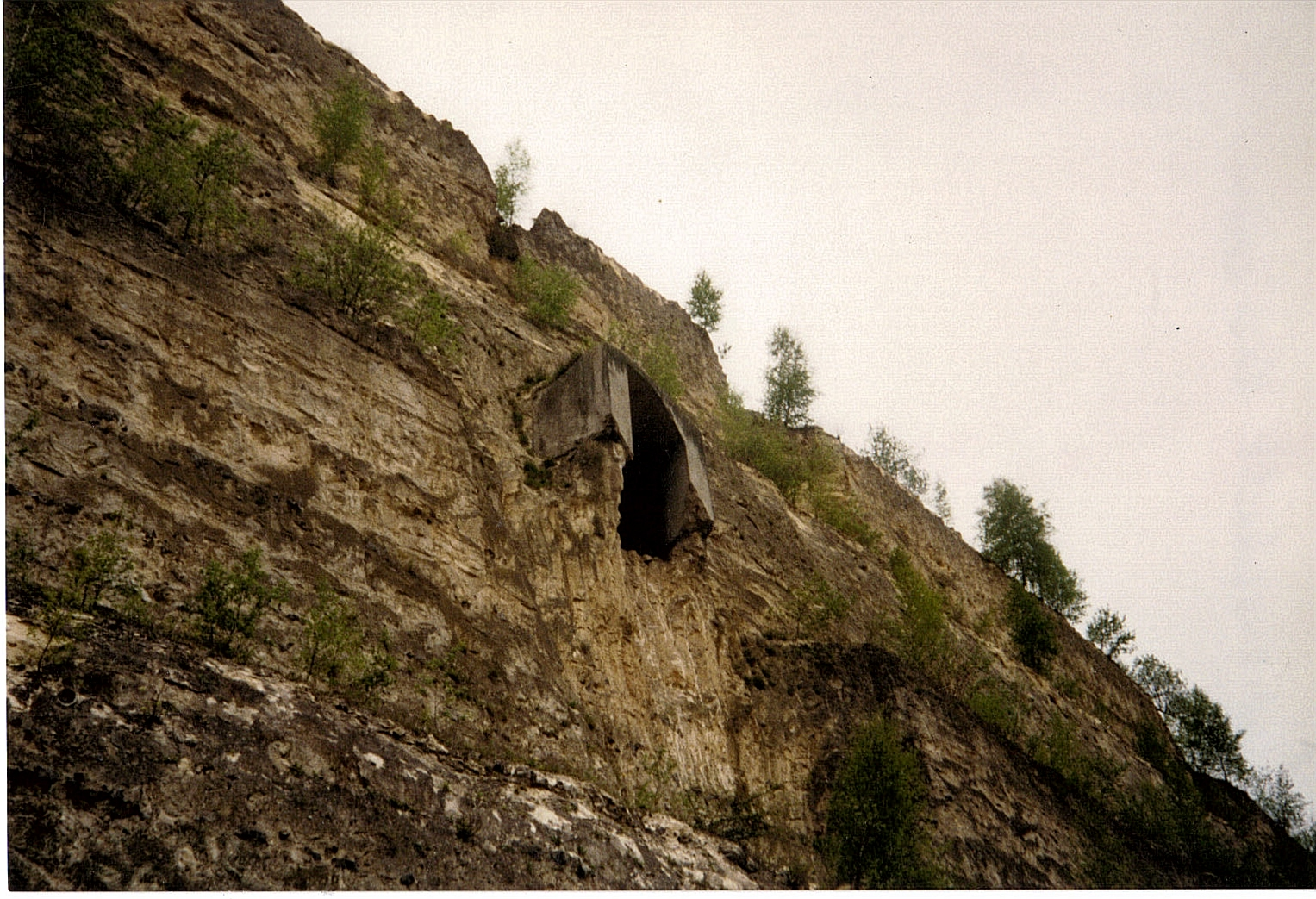
Ventilationsschacht zum Albert-Kanal
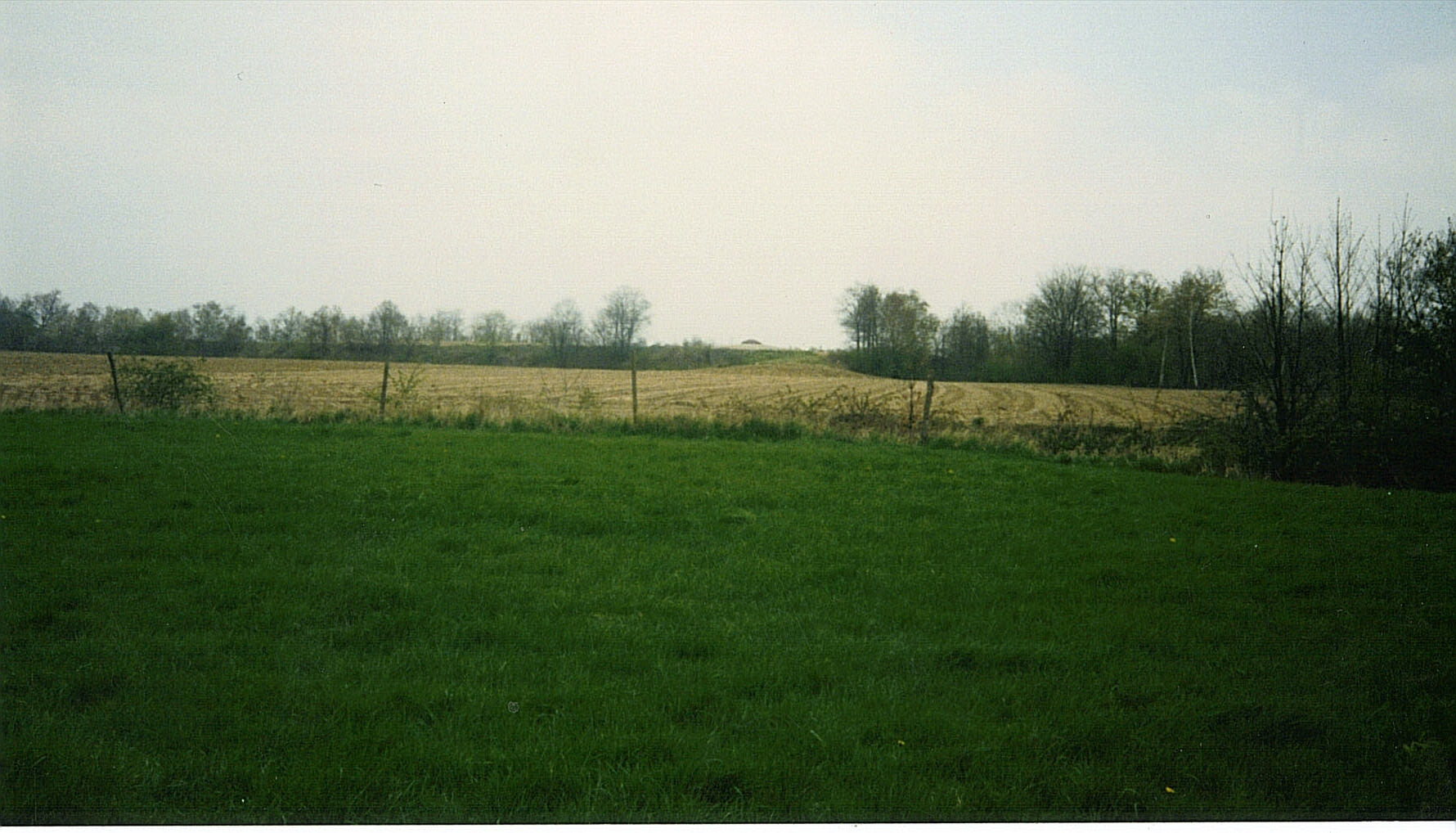
Kuppel Nord
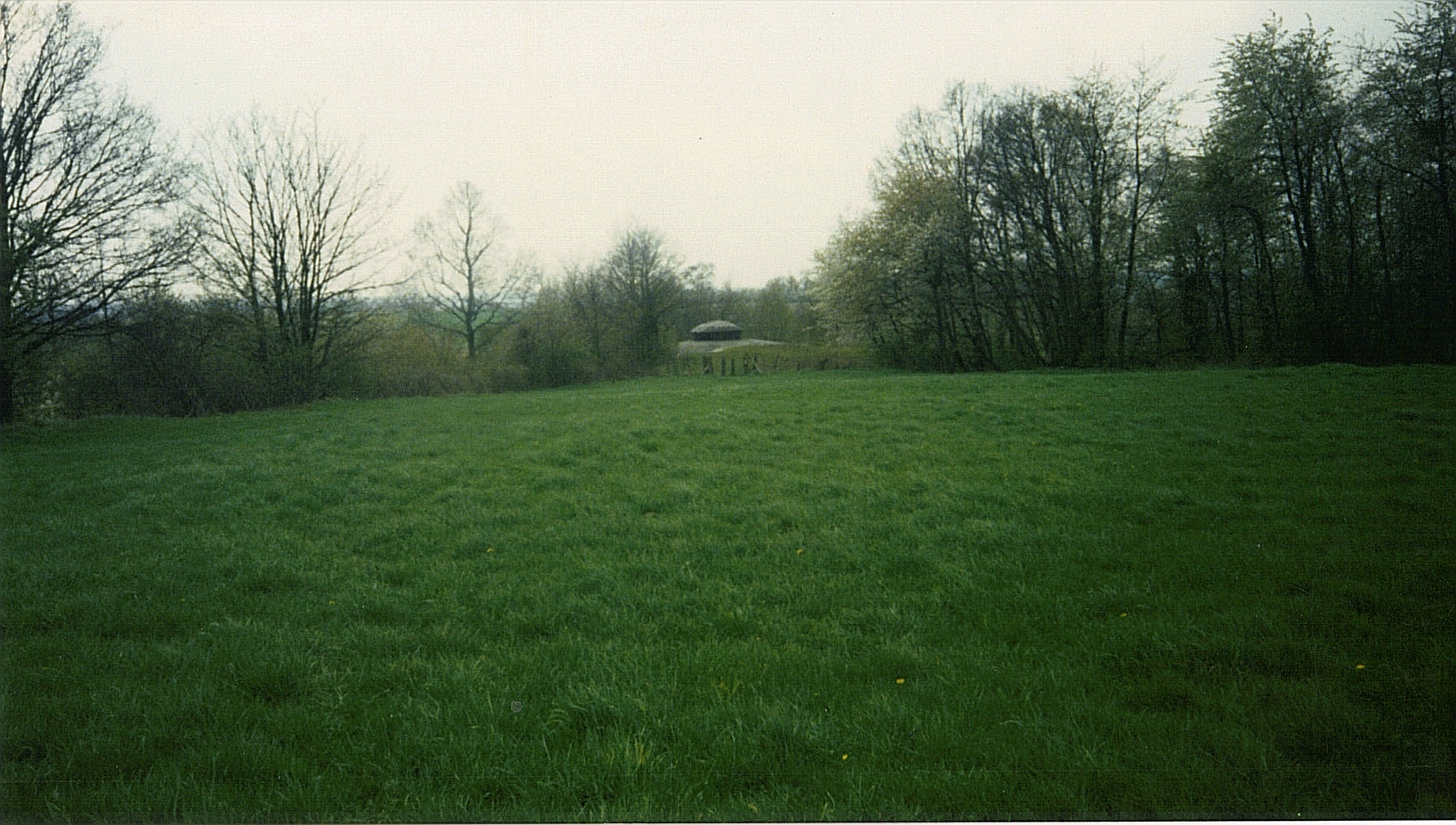
Kuppel Süd
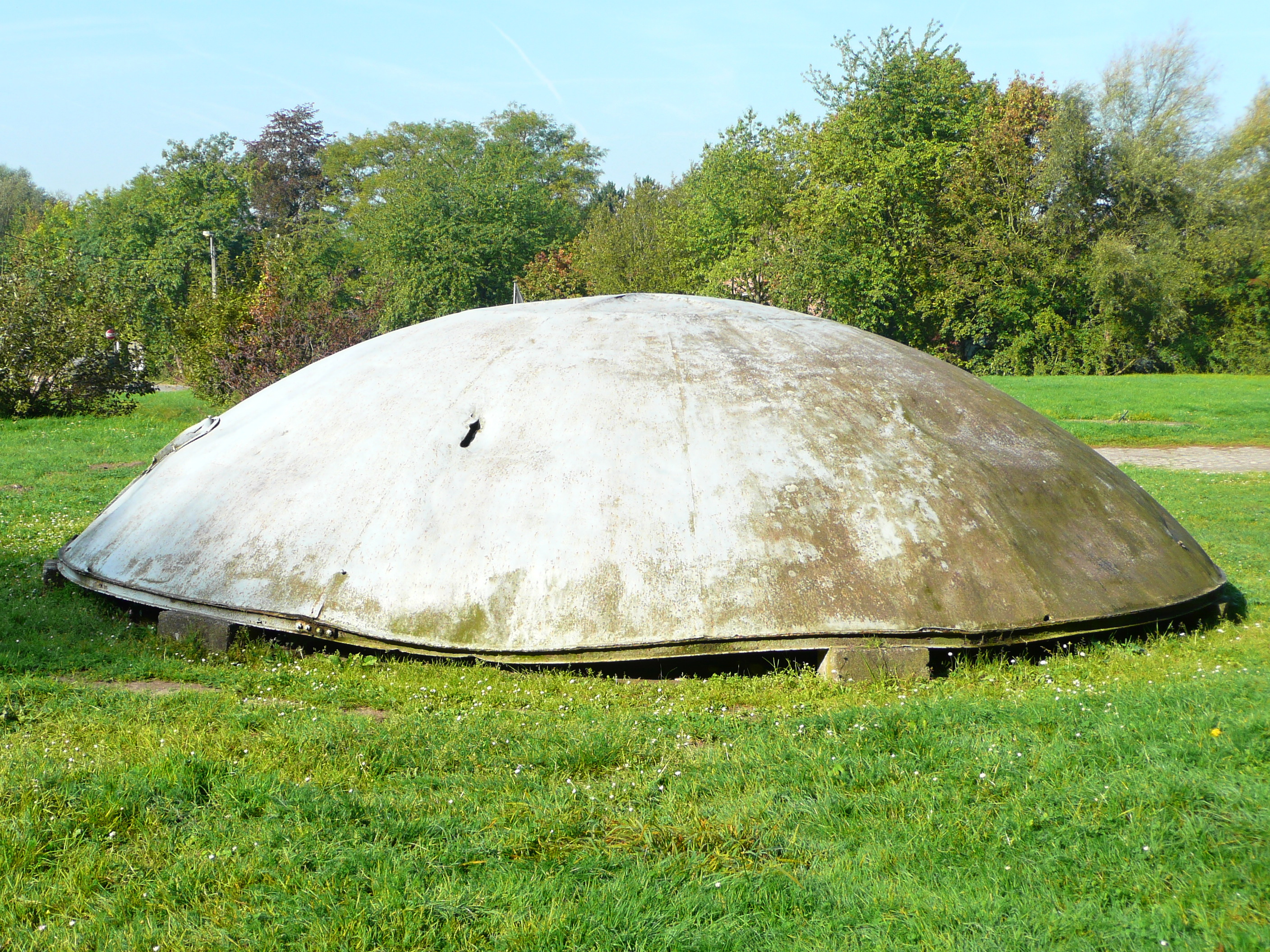
Abdeckung einer Scheinkuppel, die heute vor dem Eingang liegt
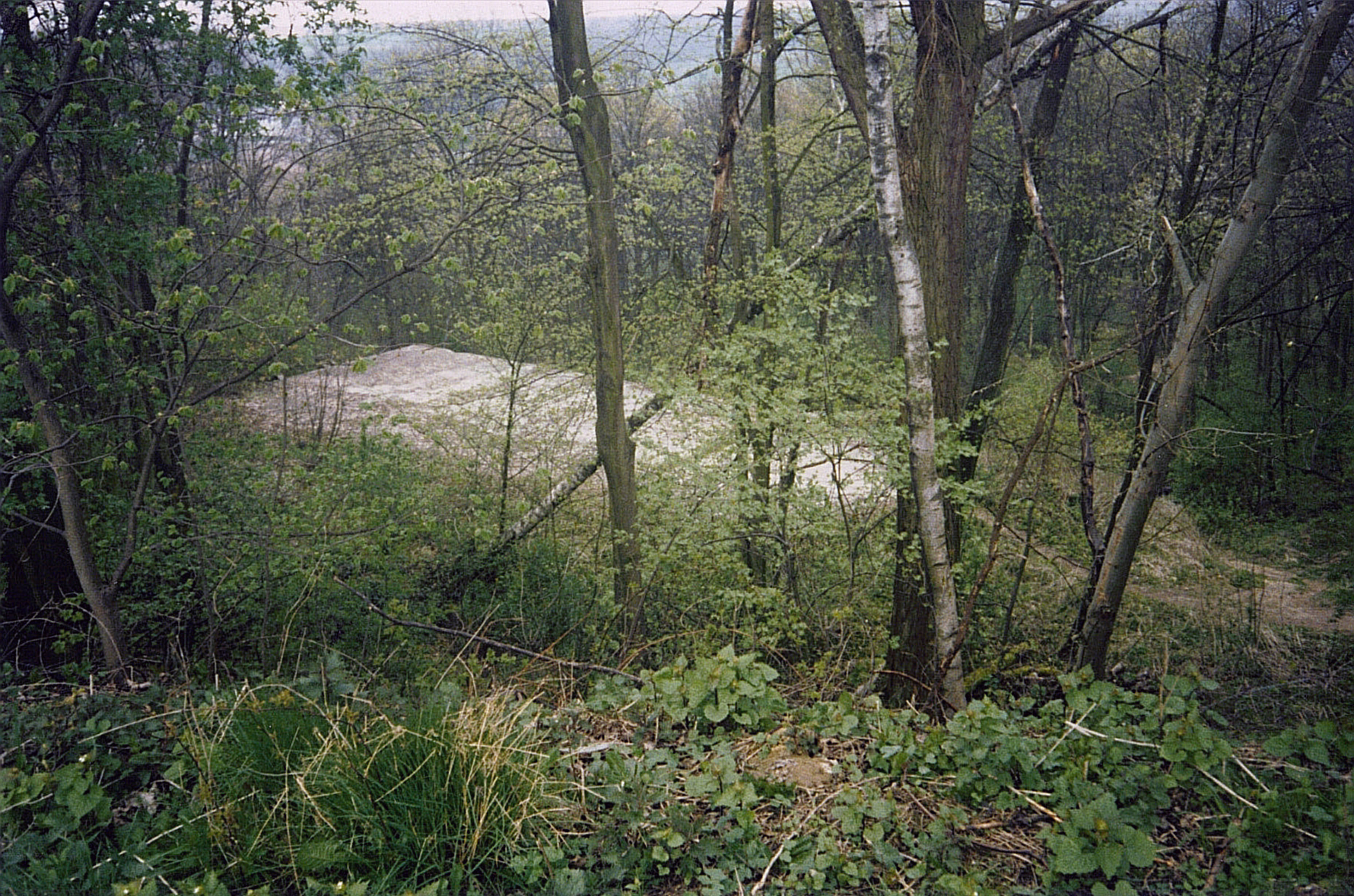
Kasematte Maastricht 1
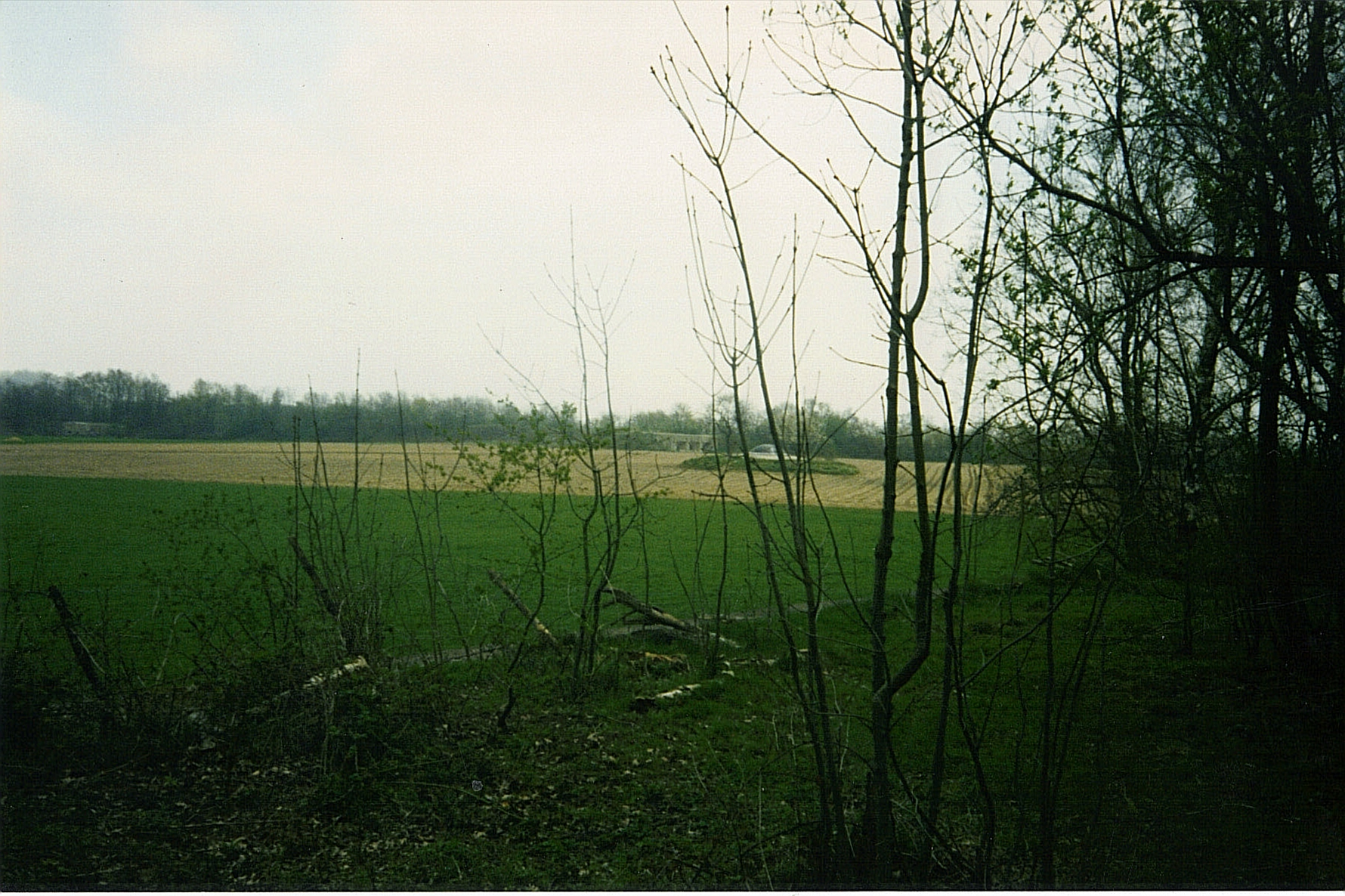
Mi Nord, Vise 2, Kuppel 120 (v.l.)
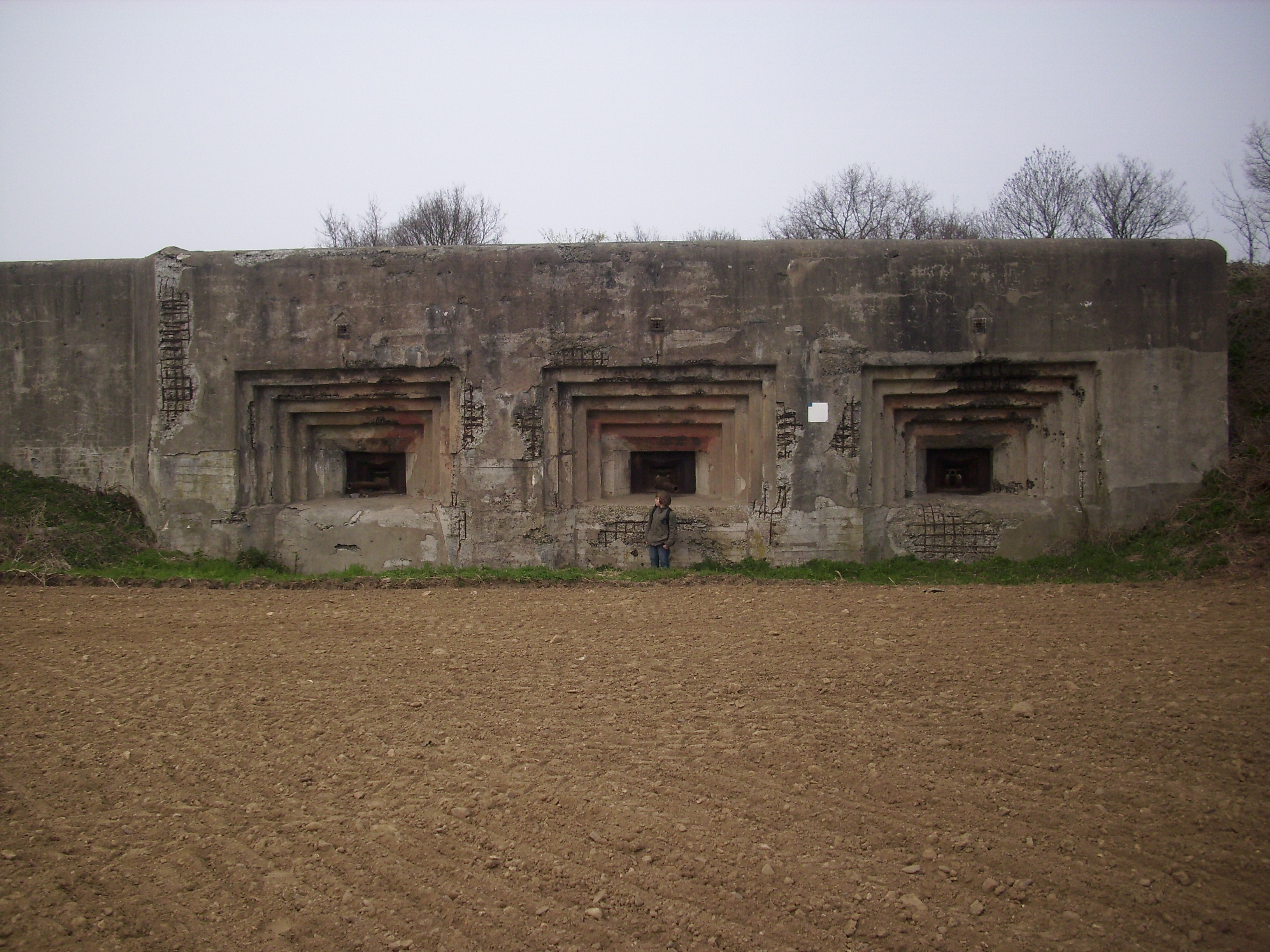
Kasematte Visé 1
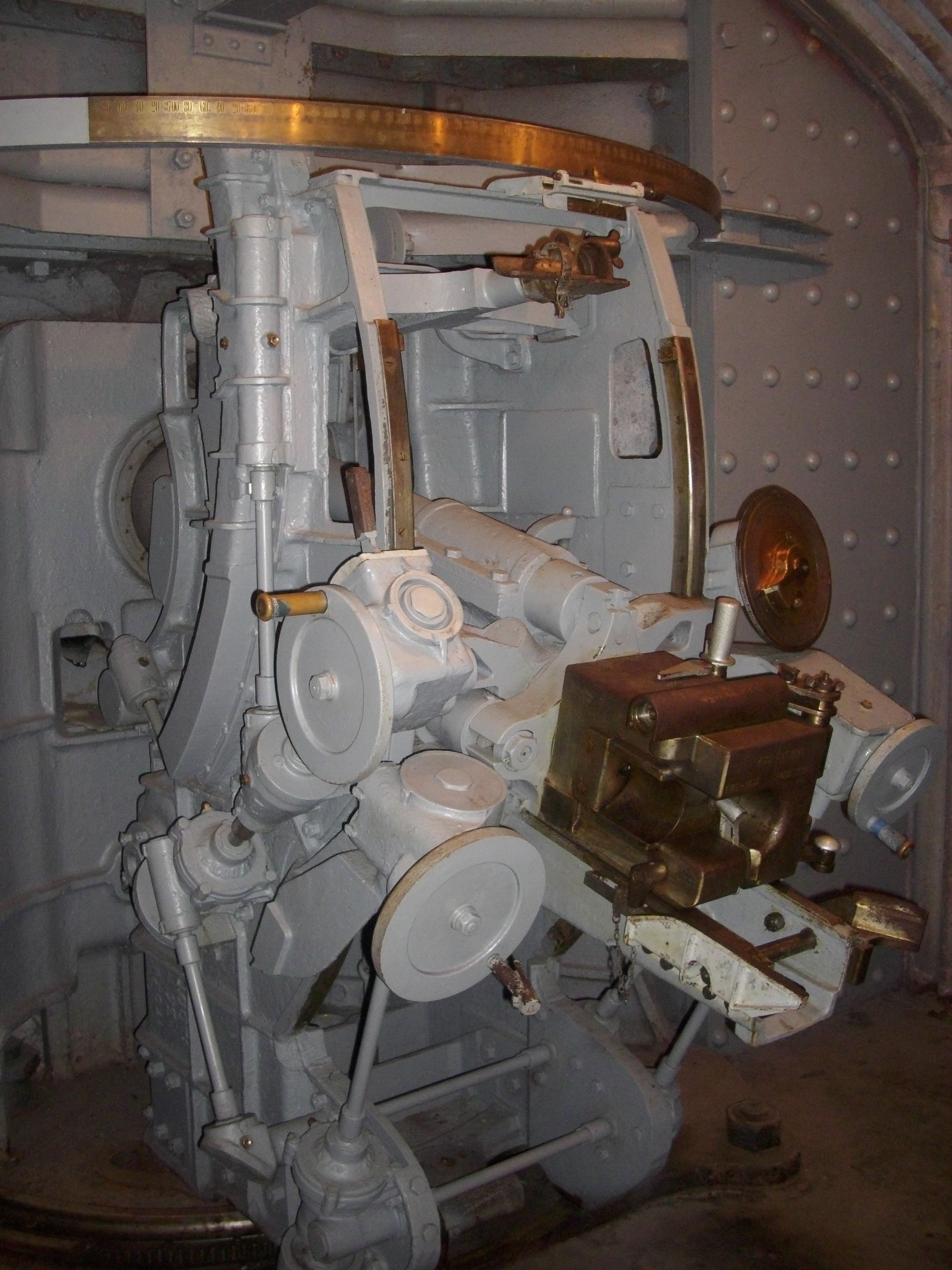
75-mm-Geschütz in Visé 2
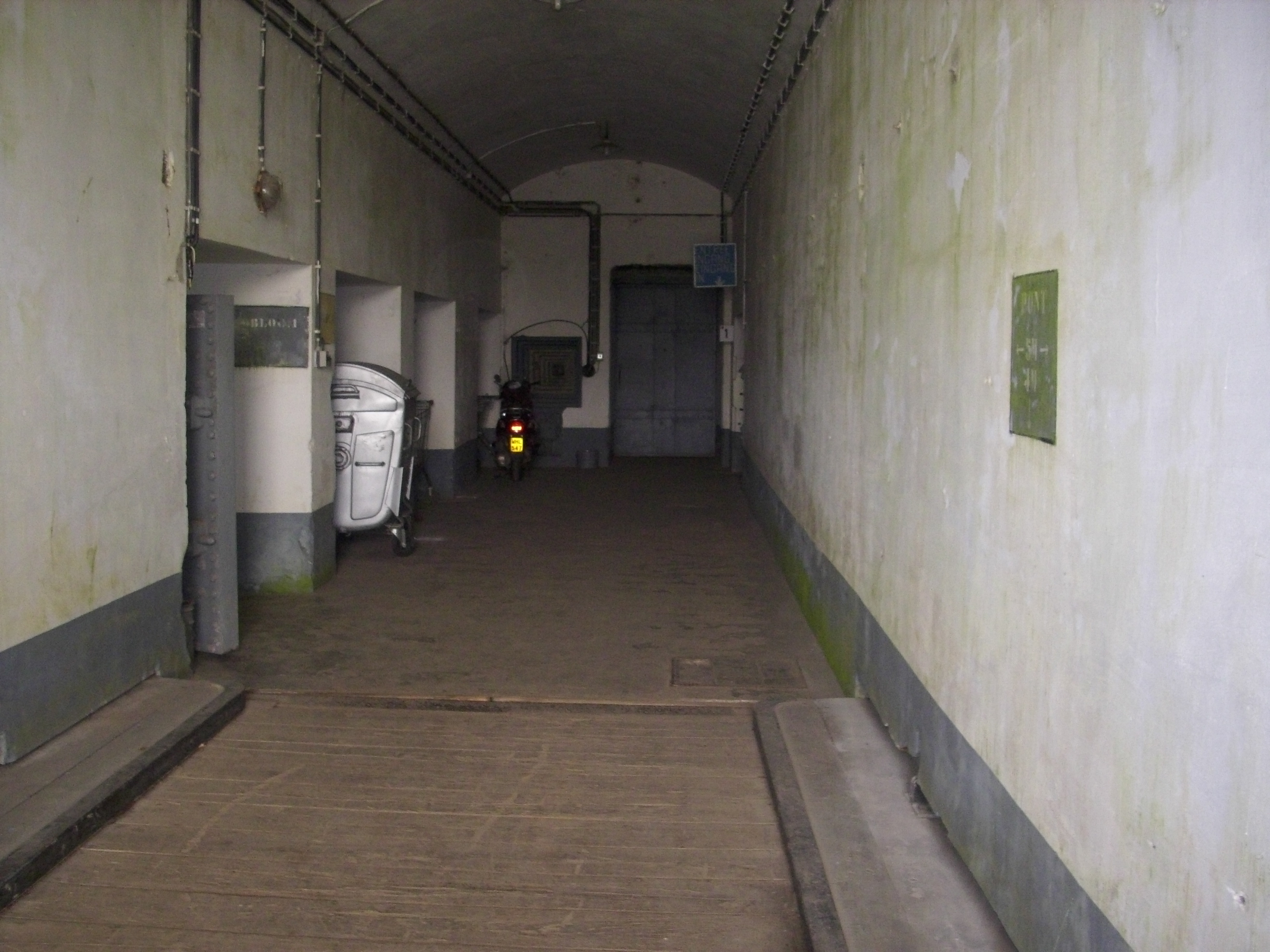
Eingang
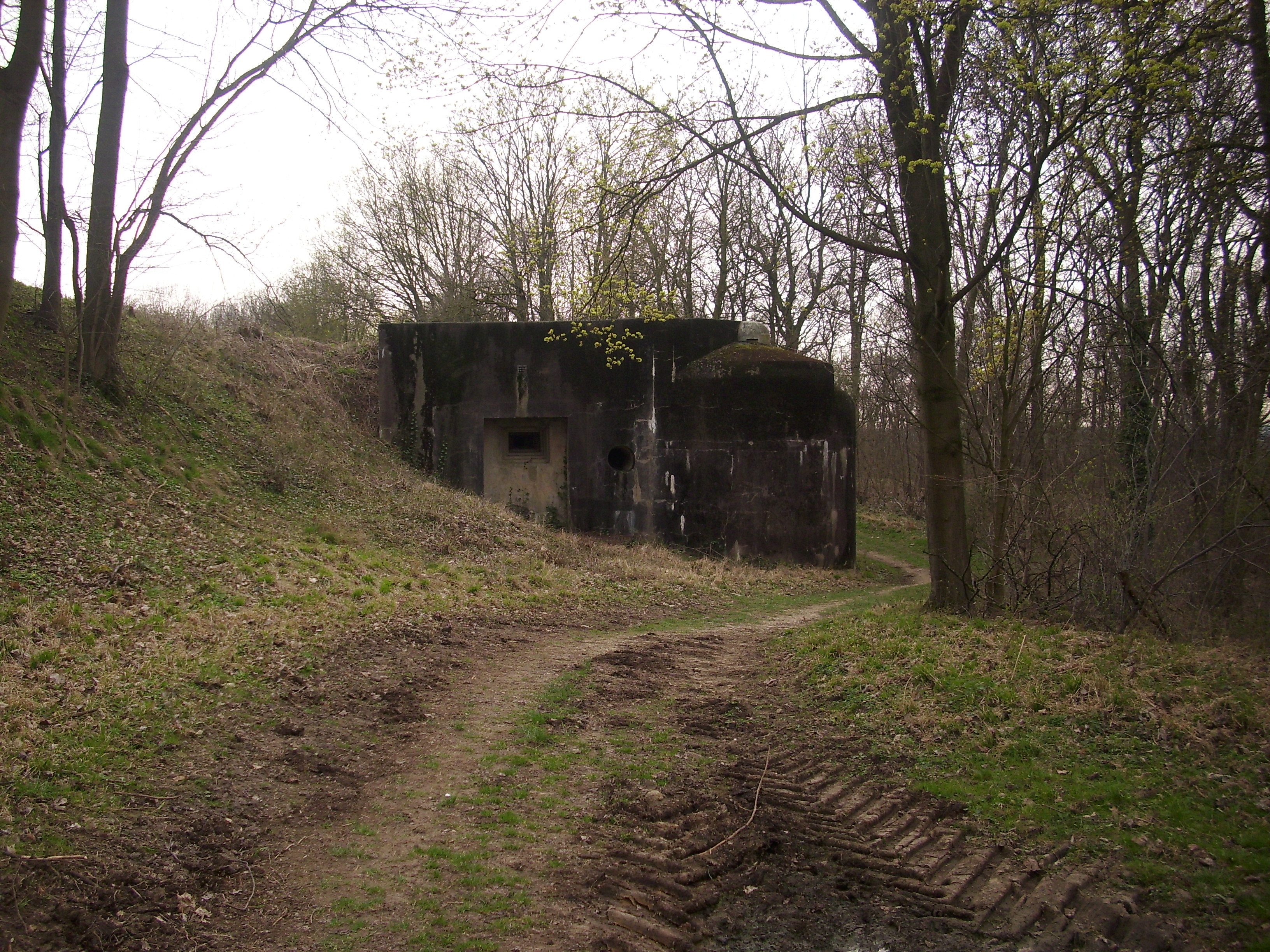
Maschinengewehrbunker Süd
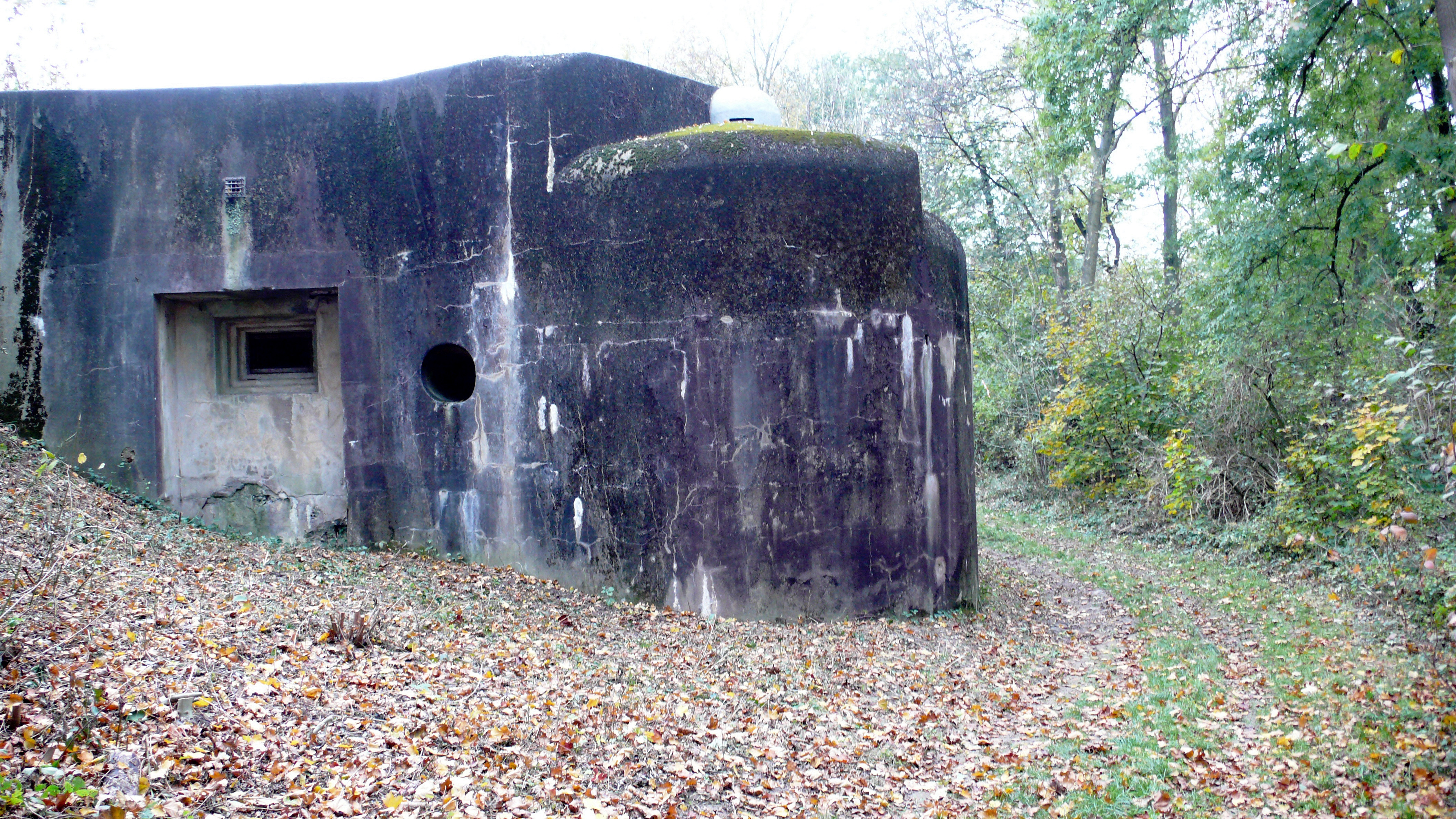
Bunker